# HD 28678
HD 28678はおうし座にある恒星の1つ。視等級は8.44等と暗いため肉眼で見つけるのは不可能である。

## 惑星系
2011年、ケック天文台における高精度の視線速度法による観測で、HD 28678の周囲を公転している惑星が発見された。この惑星は木星の約1.7倍の質量を持ち、恒星から約1.24au離れたところを公転している。
| 名称 （恒星に近い順） | 質量         | 軌道長半径 （天文単位） | 公転周期 (日) | 軌道離心率    | 軌道傾斜角 | 半径 |
| --------------------- | ------------ | ----------------------- | ------------- | ------------- | ---------- | ---- |
| b (Tassili)           | 1.7 ± 0.1 MJ | 1.24 ± 0.03             | 387.1 ± 4.2   | 0.168 ± 0.068 | —          | —    |

## 名称
2019年、世界中の全ての国または地域に1つの系外惑星系を命名する機会を提供する「IAU100 Name ExoWorldsプロジェクト」において、HD 28678はアルジェリア民主人民共和国に割り当てられる系外惑星系となった。このプロジェクトは、「国際天文学連合100周年事業」の一環として計画されたイベントの1つで、アルジェリア国内での選考、国際天文学連合 (IAU) への提案を経て太陽系外惑星とその主星に固有名が承認されるものであった。2019年12月17日、IAUから最終結果が公表され、HD 28678はHoggar、HD 28678 bはTassiliと命名された。いずれもアルジェリアのサハラ砂漠にある自然の驚異の名前にちなむもので、Hoggarはアルジェリア南部のサハラ砂漠にあるホガール山地に、Tassiliは先史時代の洞窟壁画や風光明媚な地層で知られ、ユネスコ世界遺産にも登録されたタッシリ・ナジェールに、それぞれ由来して名付けられた。